# معصومه اسماعیل‌زاده

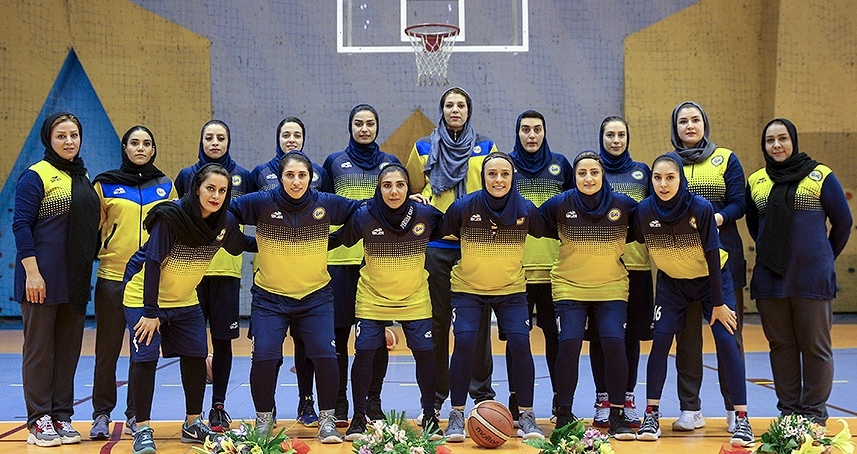
تیم بسکتبال نامی نو نایب قهرمان لیگ هفدهم، قبل از دیدار فینال مقابل دانشگاه آزاد. معصومه اسماعیل‌زاده نفر ششم ایستاده از راست.

معصومه اسماعیل‌زاده سودجانی (متولد ‎۲۲ آذر ۱۳۶۸ در اصفهان) بازیکن بسکتبال اهل ایران است. وی تحصیل کرده کارشناسی علوم تربیتی و بازیکن تیم‌ملی بسکتبال ایران است و به همراه این تیم در اولین تورنمنت رسمی بین‌المللی بعد از انقلاب ۱۳۵۷ در مسابقات غرب آسیا ۲۰۱۹ در اردن شرکت کرد و به مدال برنز رسید. معصومه اسماعیل‌زاده از تاثیرگذارترین بازیکنان ایران در این مسابقات بود. وی همچنین عضو تیم ملی بسکتبال سه نفره زنان ایران نیز می‌باشد و در جام جهانی بسکتبال سه نفره ۲۰۱۸ در فیلیپین حضور داشت.

## افتخارات
در سطح باشگاهی
- قهرمانی لیگ ۱۳۹۶ با تیم پالایش نفت آبادان[۹]، لیگ ۱۳۹۱ با دانشگاه آزاد و یک دوره با تیم سپاهان در سال ۱۳۸۵ یا ۱۳۸۶ [۱۰]
- نایب قهرمانی لیگ برتر سال ۱۳۹۷ با تیم نامی نو [۱۱][۱۲]، لیگ ۱۳۹۰ با تیم فولاد ماهان سپاهان (تینا)[۱۳]

در سطح ملی
- غرب آسیا: سومی سال ۲۰۱۹ [۳]

افتخارات فردی
- کسب جایزه ارزشمندترین بازیکن فصل ۱۳۹۶ [۱۴]